# Erik Ahrnbom
Erik Olof Markus Ahrnbom (*12. října 1967, Uppsala) je švédský scenárista a herec.
Erik Ahrnbom vystudoval scenáristiku, svůj talent uplatnil ve dvou muzikálech; prvním byl Poppis z roku 1993 a druhým Djungelboken z roku 1994.
V dnešní době[kdy?] spolupracuje se švédskou televizí SVT, píše zejména scénáře pro úspěšné televizní série. Erik se také příležitostně věnuje také dabingu, bylo možné ho slyšet například ve švédské verzi filmu Happy Feet v roli Ramona.